# Sibylla-Merian-Gymnasium

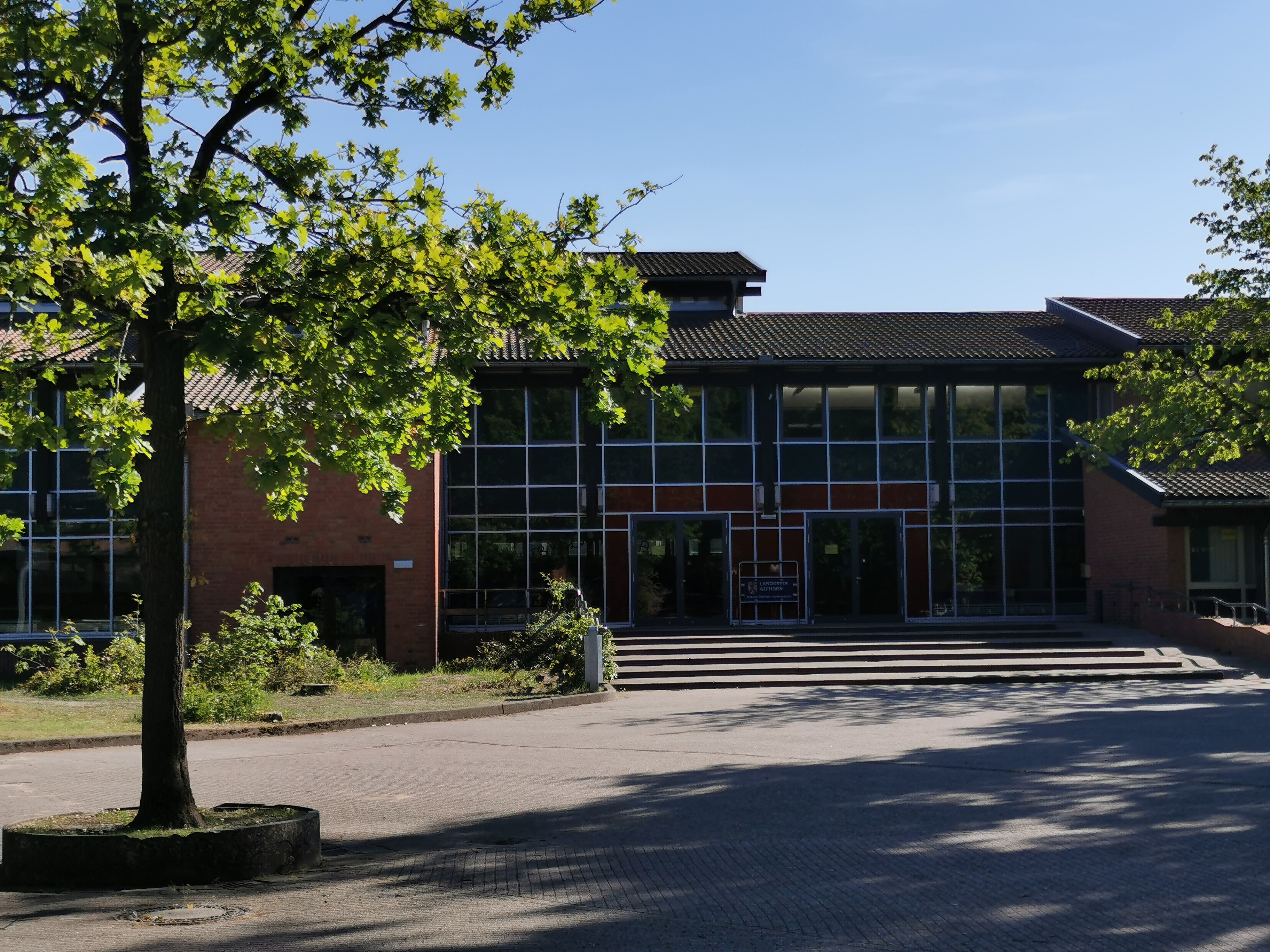
Schulgebäude und Schulhof des Sibylla-Merian-Gymnasiums

Das Sibylla-Merian-Gymnasium ist ein allgemeinbildendes Gymnasium in der niedersächsischen Gemeinde Meinersen im Landkreis Gifhorn mit einer Außenstelle für die Unterstufe (fünfte und sechste Klasse der Sekundarstufe I) in der Gemeinde Leiferde. Es ist benannt nach der Naturforscherin und Künstlerin Maria Sibylla Merian (1647–1717).

## Geschichte
Nach umfangreichen Renovierungsarbeiten des ehemaligen Orientierungsstufengebäudes wurde die Schule im Sommer 2005 eingeweiht und hieß zunächst Gymnasium Meinersen. 2009 erfolgte die Grundsteinlegung für den Neubau und das Richtfest für den Ausbau des Gymnasiums, im September 2010 war Bezug der neuen Räumlichkeiten. Im November 2010 erfolgt die Umbenennung des Gymnasiums Meinersen in den aktuellen Namen Sibylla-Merian-Gymnasium. Die ersten Abiturienten wurden im Jahre 2011 verabschiedet.

## Schulangebot
Die offene Ganztagsschule hat ein Ganztagsangebot an wahlweise einem, zwei oder drei Tagen und umfasst die Jahrgangsstufen 5 bis 13.
Es werden 20 verschiedene Arbeitsgemeinschaften (Stand Januar 2022) sowie Förderkurse in den Hauptfächern Deutsch, Englisch und Mathematik angeboten.

### Sprachen
Als erste Fremdsprache wird Englisch unterrichtet; die zweite Fremdsprache ab dem 6. Jahrgang ist Französisch oder Latein. Es gibt außerdem ein bilinguales Angebot ab dem 7. Jahrgang, bei dem Geschichte bis zum Abitur in englischer Sprache unterrichtet wird. Auf Wunsch können Französisch und Latein auch gleichzeitig ab Klasse 6 gelernt werden.

### Chor- und Bläserklassen
Für musikalisch interessierte Schüler gibt es die Angebote der Bläser- und der Chorklasse ab Jahrgang 5 für zwei Schuljahre.

### Schulpartnerschaften
Das Sibylla-Merian-Gymnasium pflegt Partnerschaften mit der Lake Shore High School in St. Clair Shores in Michigan (USA), dem Carmelcollege in Emmen in den Niederlanden, der Tårnborg Skole in Korsør in Dänemark, der Läredaskolan in Hässleholm in Schweden und dem Liceum Ogólnokształcące in Swarzędz in Polen.

### Wettbewerbe
Die Schule nimmt regelmäßig und erfolgreich am Bundeswettbewerb Fremdsprachen teil. Ebenso wird die Teilnahme an rhetorischen Wettbewerben durch Rhetorik-AGs und Kommunikationstrainings vorbereitet.

## Sportliche Erfolge
- 2019: Teilnahme der Mädchenmannschaft WK III beim Fußball-Bundesentscheid der Schulen Jugend trainiert für Olympia in Berlin[10]
- 2019: 1. Platz (Landesmeister) der Mädchenmannschaft WK III beim niedersächsischen Fußball-Landesentscheid der Schulen Jugend trainiert für Olympia in Barsinghausen[10]
- 2017: Teilnahme der Mädchenmannschaft WK IV beim Fußball-Bundesentscheid der Schulen Jugend trainiert für Olympia in Bad Blankenburg[11]
- 2017: 1. Platz (Landesmeister) der Mädchenmannschaft WK IV beim niedersächsischen Fußball-Landesentscheid der Schulen Jugend trainiert für Olympia in Barsinghausen[11]